# أمير البرتغال
أمير البرتغال (البرتغالية:Príncipe de Portugal) لقب أُعطي لولي عهد البرتغال من عام 1433 حتى 1645 هو لقب يُفرق انفانتي الذي يعطي لجميع الأبناء العاهل عن وريث العرش.

## التاريخ
قدمت فيليبا لانكاستر إلى البلاط البرتغالي بعد زواجها من الملك جواو الأول، ونظرا للتقاليد الإنجليزية فيليبا سعت لإنشاء لقب الأميري لولى العهد انفانتي دوارتي يميزه بينه وبين أخوته مثل «أمير ويلز» في إنجلترا، حيث كان يلقب الأمير وأخوته بانفانتي في البرتغال.
صعد انفانتي دوارتي إلى العرش عام 1433 بعد وفاة والده وإنشاء لأبنه أفونسو لقب أميري هو «أمير البرتغال».
وفي عام 1645 تم استبداله بلقب أكثر مرقوقةً هو «أمير البرازيل» في عهد أول عاهل من سلالة براغانزا جواو الرابع وأصبح أبنه تيودوسيو أول أمراء البرازيل.

## قائمة أمراء البرتغال
| اسم الأمير                                  | الوريث لـ     | الوالدين                             | الحياة                          | حمل اللقب                                                                                 | ملاحظات                                       |
| ------------------------------------------- | ------------- | ------------------------------------ | ------------------------------- | ----------------------------------------------------------------------------------------- | --------------------------------------------- |
| أفونسو البرتغالية: Afonso                   | دوارتي الأول  | دوارتي الأول إليانور من أراغون       | 15 يناير 1432 – 28 أغسطس 1481   | 1433 - 13 سبتمبر 1438                                                                     | لاحقا: الملك أفونسو الخامس من البرتغال والغرب |
| فرناندو البرتغالية: Fernando                | أفونسو الخامس | دوارتي الأول إليانور من أراغون       | 17 نوفمبر 1433 - 18 سبتمبر 1470 | (مرة الأولى) 13 سبتمبر 1438 - 29 يناير 1451 (مرة الثانية) 1451 - 6 فبراير 1452            | أيضا: الدوق فرناندو الأول من بيجا وفيسيو      |
| جواو البرتغالية: João                       | أفونسو الخامس | أفونسو الخامس إيزابيلا من كويمبرا    | 29 يناير 1451 - 1451            | 29 يناير 1451 - 1451                                                                      | توفى قبل الأوان                               |
| جوان البرتغالية: Joana                      | أفونسو الخامس | أفونسو الخامس إيزابيلا من كويمبرا    | 6 فبراير 1452 - 12 مايو 1490    | 29 يناير 1451 - 3 مارس 1455                                                               | أيضا: القديسة جوان من البرتغال                |
| جواو البرتغالية: João                       | أفونسو الخامس | أفونسو الخامس إيزابيلا من كويمبرا    | 3 مارس 1455 – 25 أكتوبر 1495    | (مرة الأولى) 3 مارس 1455 - 11 نوفمبر 1477 (مرة الثانية) 15 نوفمبر 1477 - 28 أغسطس 1481    | لاحقا: الملك جواو الثاني من البرتغال والغرب   |
| أفونسو البرتغالية: Afonso                   | جواو الثاني   | جواو الثاني ليونور من فيسيو          | 18 مايو 1475 – 13 يوليو 1491    | (مرة الأولى) 11 نوفمبر 1477 - 15 نوفمبر 1477 (مرة الثانية) 28 أغسطس 1481 - 13 يوليو 1491  | توفى قبل الأوان                               |
| مانويل البرتغالية: Manuel                   | جواو الثاني   | فرناندو دوق فيسو بياتريس من البرتغال | 31 مايو 1469 – 13 ديسمبر 1521   | 13 يوليو 1491 - 25 أكتوبر 1495                                                            | لاحقا: الملك مانويل الأول من البرتغال والغرب  |
| ميغيل دا باز البرتغالية: Miguel da Paz      | مانويل الأول  | مانويل الأول إيزابيلا من أراغون      | 23 أغسطس 1498 –19 يوليو 1500    | 23 أغسطس 1498 - 19 يوليو 1500                                                             | توفى قبل الأوان                               |
| جواو البرتغالية: João                       | مانويل الأول  | مانويل الأول ماريا من أراغون         | 7 يونيو 1502 – 11 يونيو 1557    | 7 يونيو 1502 - 13 ديسمبر 1521                                                             | لاحقا: الملك جواو الثالث من البرتغال والغرب   |
| لويس البرتغالية: Luís                       | جواو الثالث   | مانويل الأول ماريا من أراغون         | 3 مارس 1506 - 27 نوفمبر 1555    | (مرة الأولى) 13 ديسمبر 1521 - 24 فبراير 1526 (مرة الثانية) 12 أبريل 1526 - 15 أكتوبر 1527 | أيضا: الدوق لويس الأول من بيجا                |
| أفونسو البرتغالية: Afonso                   | جواو الثالث   | جواو الثالث كاثرين من النمسا         | 24 فبراير 1526 - 12 أبريل 1526  | 24 فبراير 1526 - 12 أبريل 1526                                                            | توفى قبل الأوان                               |
| ماريا مانويلا البرتغالية: Maria Manuela     | جواو الثالث   | جواو الثالث كاثرين من النمسا         | 15 أكتوبر 1527 - 12 أغسطس 1545  | 15 أكتوبر 1527 - 11 نوفمبر 1531                                                           | أيضا: ماري مانويلا أميرة أستورياس             |
| مانويل البرتغالية: Manuel                   | جواو الثالث   | جواو الثالث كاثرين من النمسا         | 11 نوفمبر 1531 - 14 أبريل 1537  | 11 نوفمبر 1531 - 14 أبريل 1537                                                            | توفى قبل الأوان                               |
| فيليبي البرتغالية: Filipe                   | جواو الثالث   | جواو الثالث كاثرين من النمسا         | 25 مارس 1533 - 29 أبريل 1539    | 14 أبريل 1537 - 29 أبريل 1539                                                             | توفى قبل الأوان                               |
| جواو مانويل البرتغالية: João Manuel         | جواو الثالث   | جواو الثالث كاثرين من النمسا         | 3 يونيو 1537 – 2 يناير 1554     | 29 أبريل 1539 - 2 يناير 1554                                                              | توفى قبل الأوان                               |
| سبياستياو البرتغالية: Sebastião             | جواو الثالث   | جواو مانويل جوانا من النمسا          | 20 يناير 1554 - 4 أغسطس 1578    | 20 يناير 1554 - 11 يونيو 1557                                                             | لاحقا: الملك سبياستياو من البرتغال والغرب     |
| ديوغو البرتغالية: Diogo                     | فيليبي الأول  | فيليبي الأول آنا من النمسا           | 15 أغسطس 1575 – 21 نوفمبر 1582  | 25 مارس 1581 - 21 نوفمبر 1582                                                             | توفى قبل الأوان                               |
| فيليبي البرتغالية: Filipe                   | فيليبي الأول  | فيليبي الأول آنا من النمسا           | 14 أبريل 1578 – 31 مارس 1621    | 21 نوفمبر 1582 - 13 سبتمبر 1598                                                           | لاحقا: الملك فيليبي الثاني من البرتغال والغرب |
| آنا البرتغالية: Ana                         | فيليبي الثاني | فيليبي الثاني مارغريت من النمسا      | 22 سبتمبر 1601 – 20 يناير 1666  | 22 سبتمبر 1601 - 8 أبريل 1605                                                             | أيضا: آنا ملكة فرنسا ونافارا                  |
| فيليبي البرتغالية: Filipe                   | فيليبي الثاني | فيليبي الثاني مارغريت من النمسا      | 8 أبريل 1605 – 17 سبتمبر 1665   | 8 أبريل 1605 - 31 مارس 1621                                                               | لاحقا: الملك فيليبي الثالث من البرتغال والغرب |
| بالتازار كارلوس البرتغالية: Baltasar Carlos | فيليبي الثالث | فيليبي الثالث إيزابيلا من فرنسا      | 17 أكتوبر 1629 - 9 أكتوبر 1646  | 8 أبريل 1605 - 1 ديسمبر 1640                                                              | عزل الأسرة                                    |
| تيودوسيو البرتغالية: Teodósio               | جواو الرابع   | جواو الرابع لويزا دي غوزمان          | 17 أكتوبر 1629 - 9 أكتوبر 1646  | 8 أبريل 1605 - 27 أكتوبر 1645                                                             | تحويل اللقب إلي أمير البرازيل                 |